# Золушка (мультфильм, 1950)
«Зо́лушка» (англ. Cinderella, МФА: [ˌsɪnd(ə)ˈrɛlə]) — американский полнометражный музыкальный фэнтезийный мультипликационный фильм 1950 года, и 12-й, производства студии Walt Disney Productions, снятый по мотивам одноимённой сказки (1697) Шарля Перро.
Студия Диснея затратила на производство фильма 2,5 миллиона долларов и 6 лет работы, с 1944 по 1950 год. Много сил ушло на эксперименты с новой техникой мультипликации, создание образов с объёмными формами и поиск новых выразительных средств. Музыкальное сопровождение к фильму «Золушка» состоит из 6 песен, каждая из которых органично связана с сюжетом и подчёркивает наиболее важные моменты. Это песни:
- «Золушка»;
- «Мечта прилетит случайно»;
- «Пой, соловушка»;
- «Золушка за работой»;
- «Биббиди-Боббиди-Бу» (волшебная песенка);
- «Моя любовь».

Фильм озвучивали 9 актёров и актрис. Кроме них, над картиной работали более 60 человек. Среди них художники-мультипликаторы, художники, писатели, композиторы и многие другие специалисты. И всеми ими руководил сам Уолт Дисней. После премьеры, состоявшейся в 1950 году, фильм перевыпускался на экраны каждые 7-8 лет.

## Сюжет

Золушка

В одной сказочной стране в большом доме жила-была Золушка. Её злая мачеха, леди Тремейн, овдовев, сделала её служанкой и потакала лишь прихотям своих дочерей — Дризеллы и Анастасии. Но Золушка всё равно оставалась доброй и работящей, мечтая однажды найти своё счастье.
Когда по городу разлетелась весть о предстоящем бале в замке, все незамужние девушки начали готовиться к встрече с принцем. И только у Золушки из-за возложенных обязанностей по хозяйству не осталось времени сшить платье. В этом ей помогли её друзья-мыши, стянувшие у сводных сестёр Золушки необходимые для пошива материалы. Заметив их в наряде Золушки, Дризелла и Анастасия порвали его в клочья, лишив тем самым возможности ехать на бал.
Расплакавшаяся Золушка в саду встретила утешение от появившейся крёстной-феи. Она с помощью волшебной палочки и заклинания наколдовала всё необходимое для поездки на бал и строго наказала непременно вернуться до последнего удара часов в полночь, пока чары не рассеются.
В замке Золушка немедленно приковывает к себе внимание принца и танцует с ним, забыв о времени. С первым ударом курантов, Золушка вспоминает о наказе феи и торопится домой, потеряв в спешке хрустальную туфельку на лестнице замка.
На поиски прекрасной незнакомки, в которую влюбился принц, отправляется великий герцог. Его задача — дать примерить хрустальную туфельку всем незамужним девушкам королевства, чтобы найти её обладательницу. Дорога приводит его к дому Золушки, где её сводные сёстры безрезультатно пытаются надеть туфельку.
Заподозрив в Золушке ту самую незнакомку с бала, коварная мачеха запирает её на чердаке. Но добрые мыши помогают Золушке выбраться раньше, чем герцог уедет. Споткнувшись о выставленную трость мачехи, тот роняет туфельку, которая разбивается на мелкие кусочки. Но Золушка достаёт вторую туфельку, которая оказывается ей, разумеется, впору.
Принц и Золушка женятся, чтобы жить долго и счастливо.

## Роли озвучивали
- Эйлин Вудс — Золушка
- Элеонор Одли — леди Тремейн
- Джимми Макдональд — Жак/Гас/Бруно
- Луис Ван Рутен — король/великий герцог
- Уильям Фиппс / Майк Дуглас (вокал) — принц
- Рода Уильямс — Дризелла Тремейн
- Люсиль Блисс — Анастасия Тремейн
- Верна Фелтон — фея-крёстная
- Джун Форей — Люцифер
- Дон Барклай — герольд
- Бетти Лу Герсон — рассказчица

Источники:

## История создания
Выпущенная на стыке начальных работ Уолта Диснея 1930-х годов и более классических форм рисунка в 1940-х годах, «Золушка» была принята критиками менее восторженно. Это был первый мультфильм, выпущенный после Второй мировой войны («Бэмби», 1942). Вторая мировая война и, как следствие, снижение проката, заставили Диснея выпустить ряд недорогих фильмов, таких как «Сыграй мою музыку» 1946 года и «Весёлые и беззаботные» 1947 года, в течение 1940-х годов.
Короткую версию мультфильма создал сам Уолт Дисней ещё в 1922 году. Прототипом для создания образа Золушки стала актриса Ингрид Бергман.
Ключ к успеху Золушки должен был лежать в сочетании знаменитой, отшлифованной временем истории, с остроумием и весёлостью, которые освежили бы сказку и адаптировали её к современной аудитории. «Золушка» была для Диснея большим риском, — если бы он потерпел неудачу с ней, студия, вероятно, прекратила бы финансирование полнометражных фильмов. Но фильм имел успех и уже за первый выпуск собрал 4 000 000 долларов, чем поднял финансовое положение студии до наивысшего уровня с 1938 года.
Уолт Дисней снизил риск в работе над «Золушкой» до минимума. Не должно было быть ни одной двузначности, ни одного «неправильного поворота», который мог бы понизить доход от фильма.
Вместо того чтобы начинать бесконечные и дорогие эксперименты над структурой истории и естественными движениями героев, Дисней решил использовать живых актёров для создания большинства кадров. Отснятые плёнки были максимально изучены, а основные движения тщательно отслежены.
Одним из художественных приёмов в фильме стало сложное цветовое моделирование Клода Коутса и Мэри Блэр. Для создания фонов были в значительной степени использованы холодные цвета, чтобы в контрасте с ними герои казались ещё более яркими и живыми. Этот же приём был позднее использован Майклом Джаймо при создании «Покахонтас» (1995).
Три женщины, которых принц встречает на королевском балу, — это принцесса Фредерика Евгения де ля Фонтен, мадемуазель Августина Дюбуа (дочь генерала Пьера Дюбуа) и мадемуазель Леонора Мерседес де ля Тур (дочь полковника и мадам де ля Тур).
В 2002 и 2007 годах студия выпустила продолжения истории Золушки — «Золушка 2: Мечты сбываются» и «Золушка 3: Злые чары» соответственно.

## Награды
Мультфильм участвовал в кинофестивалях, побеждал и получал награды:
- 1951 — приз «Золотой медведь» на Берлинском кинофестивале (Berlin International Film Festival).
- 1950 — За этот фильм Уолт Дисней получил специальную премию на Венецианском кинофестивале (Venice Film Festival).